# Хасбанд (лунный кратер)
Кратер Хасбанд (лат. Husband) — крупный ударный кратер в юго-восточной части чаши кратера Аполлон на обратной стороне Луны. Название присвоено в честь американского астронавта Рика Дагласа Хасбанда (1957—2003) и утверждено Международным астрономическим союзом в 2006 г. 

## Описание кратера

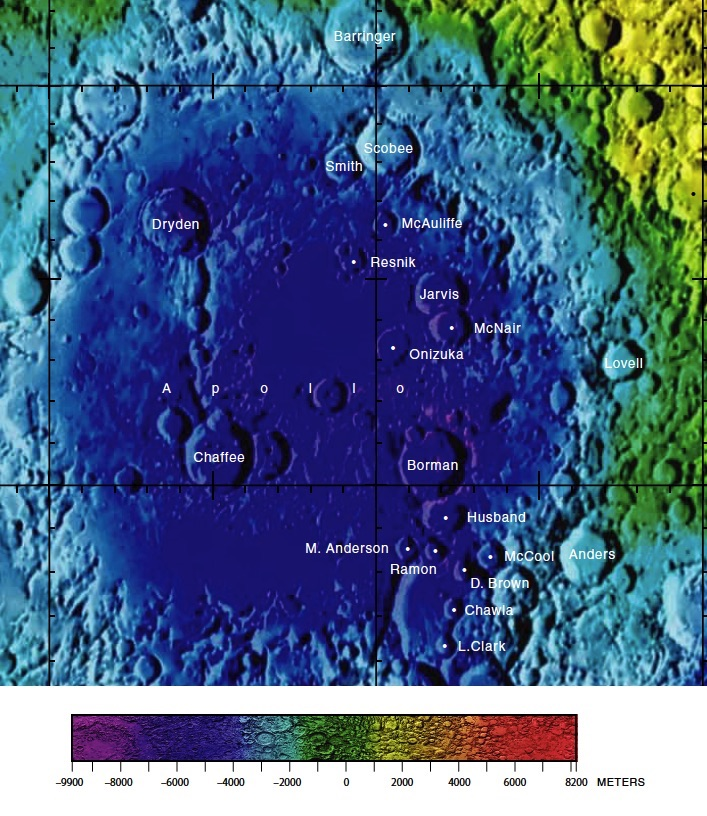
Окрестности кратера Хасбанд. Фрагмент карты обратной стороны Луны.

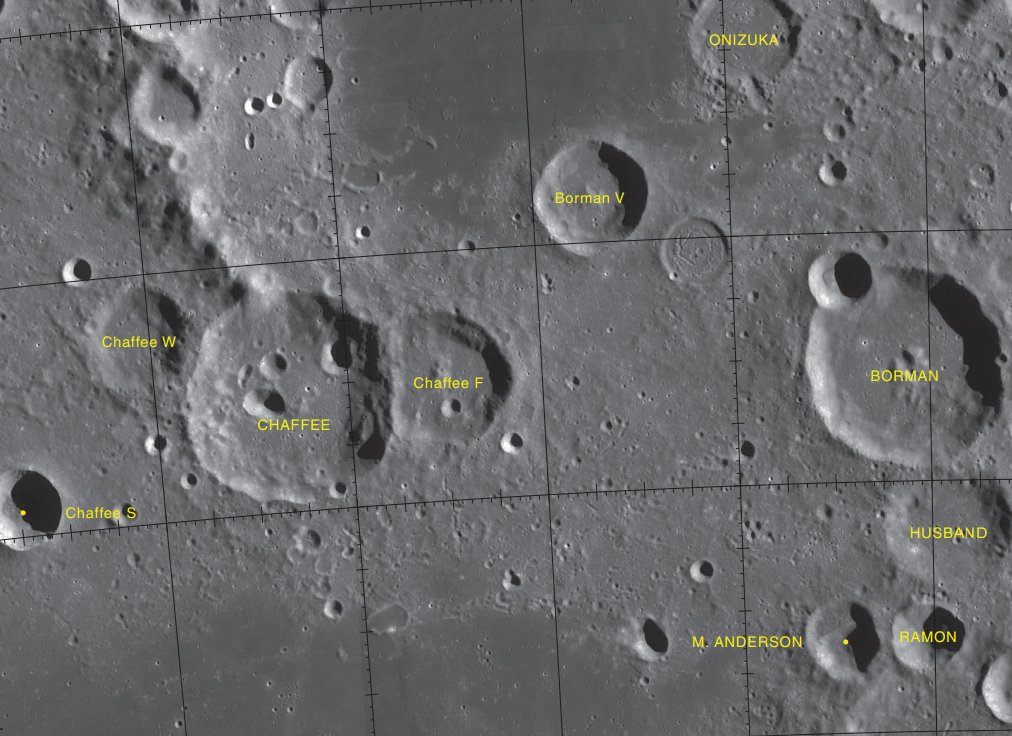
Снимок зонда Lunar Reconnaissance Orbiter.

Ближайшими соседями кратера являются кратер Борман примыкающий к нему на севере; кратер Маккул на юго-востоке; кратер Рамон на юге и кратер М. Андерсон на юго-востоке. Селенографические координаты центра кратера 40°19′ ю. ш. 147°50′ з. д. / 40,32° ю. ш. 147,84° з. д., диаметр 31,3 км, глубина 2,0 км
Кратер Хасбанд имеет циркулярную форму и значительно разрушен. Вал сглажен, в юго-восточной части почти сравнялся с окружающей местностью. Внутренний склон гладкий, отмечен мелкими кратерами. Дно чаши сравнительно ровное, без приметных структур за исключением группы мелких кратеров в центре чаши.
До получения собственного наименования в 2006 г. кратер имел обозначение Борман L (в системе обозначений так называемых сателлитных кратеров, расположенных в окрестностях кратера, имеющего собственное наименование).

## Сателлитные кратеры
Отсутствуют.

## См.также
- Список кратеров на Луне
- Лунный кратер
- Морфологический каталог кратеров Луны
- Планетная номенклатура
- Селенография
- Минералогия Луны
- Геология Луны
- Поздняя тяжёлая бомбардировка